# Архив еврейской истории
Архив еврейской истории — сборник документов по истории российского и восточноевропейского еврейства, издаваемый Международным исследовательским центром российского и восточноевропейского еврейства. Главным редактором сборника является О. В. Будницкий.
По мнению историка Геннадия Костырченко, «Архив еврейской истории» является «наиболее авторитетным в научных кругах» российским изданием по еврейской тематике. Критик Михаил Эдельштейн, рецензируя второй выпуск «Архива еврейской истории», отмечал:

«Архив еврейской истории» как раз и был призван эту ситуацию хотя бы отчасти исправить, объединив под своей обложкой историков, культурологов, филологов, систематически занимающихся еврейской проблематикой. Подводить итоги, пусть даже предварительные, после второго тома, наверное, рано, однако по первым ощущениям проект действительно оказался весьма своевременным и удачным. И дело не только в качестве публикуемых текстов, но и в попытке профессионально истолковать понятие «еврейская история», которое усилиями многочисленных компиляторов и популяризаторов за последние годы превратилось в синоним баек — иногда веселых, иногда грустных — на еврейскую тему.

Журнал «Знамя», отзываясь на третий выпуск сборника, особо выделял раздел «Документы», «где каждый материал — штрих к российской истории».
Первый том сборника был выпущен в 2004 г, к 2009 г. было выпущено пять томов.